# Bolemoreus frenatus
El mielero embridado (Bolemoreus frenatus) es una especie de ave paseriforme de la familia Meliphagidae endémica de Australia.

## Taxonomía
Fue descrita científicamente por el ornitólogo australiano Edward Pierson Ramsay en 1875 como Ptilotis frenata. Posteriormente se clasificó en el género Lichenostomus, pero fue trasladado a Bolemoreus tras un estudio de filogenética molecular publicado en 2011 que demostró que el género original era polifilético.
El nombre Bolemoreus fue acuñado por Árpád Nyári y Leo Joseph en 2011. La palabra que combina los nombres de los ornitólogos australianos Walter E. Boles y N. Wayne Longmore. En cambio, el nombre específico, frenatus, es el término latino que significa «con brida» del latín frenus, en referencia a las comisuras de su pico.

## Distribución
Es endémico de una franja costera en el noreste de Queensland, desde el sur del parque nacional Starcke en el norte, hasta el cabo Upstart en el sur.

## Comportamiento
Se alimentan del néctar de los muérdagos, pandanos trepadores y del árbol paraguas. También comen escarabajos y otros insectos, generalmente en los estratos medios de la selva. Durante la temporada de reproducción, estas aves llegan a ser bastante agresivas, a menudo atacándose unas a otras.